# Кордиш Йосип
Кордиш Йосип — київський фотограф, член Південно-Західного відділу імператорського географічного товариства.
В 1868 р. відкрив фотографію в Києві, одночасно мав фотографію в Кам'янець-Подільському. Працював також в Одесі. На його особистому штемпелі значилося: «Фотограф Киевского Университета Св. Владимира». Був членом Південно-Західного відділу Імператорського географічного товариства. В ту пору воно об'єднувало вчених різних спеціальностей: істориків, статистиків, географів, економістів, метеорологів, картографів, філологів-фольклористів і було справжнім науковим центром.
Разом з Я. Темненко виконував зйомку киян — мужчин в національному одязі у зв'язку з введенням військової повинності. Йому також належали портрети композитора М. Лисенко, історика М. Костомарова, письменника І. Нечуй-Левицького (1873). 
Брав участь у зйомках для «Альбому костюмів Росії». У 1870-ті р. видав «Этнографический альбом Малороссии Иосифа Кордыша, члена Юго-западного отдела Русского географического общества». У 1875 р. видав альбом руських типів. В 1876 р. Кордиш випустив фотоальбом з портретами друзів М. Драгоманова і 20-ма видами Києва.
Його фотографію вважали одною з кращих, знаходилась вона на Володимирській вулиці (дім Тамари навпроти Театру), пізніше — на Хрещатику, в домі Скловського (зараз №15).
Помер під час російсько-турецької війни, ймовірно в 1878 р. Після смерті Йосипа Кордиша фотографія перейшла до В. Загорського. Також Загорському перейшло і кам'янецьке ательє, коли Кордиш ще тільки від'їжджав до Києва.